# Boulevard Pierre-et-Marie-Curie
Pour les articles homonymes, voir Rue Pierre-et-Marie-Curie et Pierre et Marie Curie.
Le boulevard Pierre-et-Marie-Curie est une voie publique de Toulouse, chef-lieu de la région Occitanie, dans le Midi de la France. Il se situe au nord du quartier des Minimes, à la limite du quartier Barrière-de-Paris, dans le secteur 3 - Nord.

## Situation et accès

### Voies rencontrées
Le boulevard Pierre-et-Marie-Curie rencontre les voies suivantes, dans l'ordre des numéros croissants (« g » indique que la rue se situe à gauche, « d » à droite) :
1. Rue Pierre-Cazeneuve
2. Rue Antoine-Puget (g)
3. Rue de Négreneys
4. Impasse Pierre-Curie (d)
5. Rue Campistron (g)
6. Rue Mie-d'Aghonne (g)
7. Impasse Barthe (d)
8. Avenue Frédéric-Estèbe (g)
9. Route de Launaguet (d)
10. Rue de Crimée (d)
11. Avenue des Minimes (g)
12. Barrière de Paris (d)

### Transports
Le boulevard Pierre-et-Marie-Curie est parcouru et desservi par les lignes de bus 2741. Il débouche, à son extrémité ouest, sur la place de la barrière de Paris, où se trouvent la station du même nom, sur la ligne de métro , ainsi que les arrêts des lignes de bus 152941110. Le boulevard rencontre également la rue de Négreneys, où se trouvent les arrêts des lignes de bus 274159606169, ainsi que, en 2028, la station Lycée Toulouse-Lautrec, sur la ligne de métro .
Il existe également plusieurs stations de vélos en libre-service VélôToulouse le long du boulevard Pierre-et-Marie-Curie ou des rues voisines : les stations no 125 (face au 2 barrière de Paris), no 150 (78 boulevard Pierre-et-Marie-Curie) et no 151 (27 boulevard Pierre-et-Marie-Curie).

## Odonymie

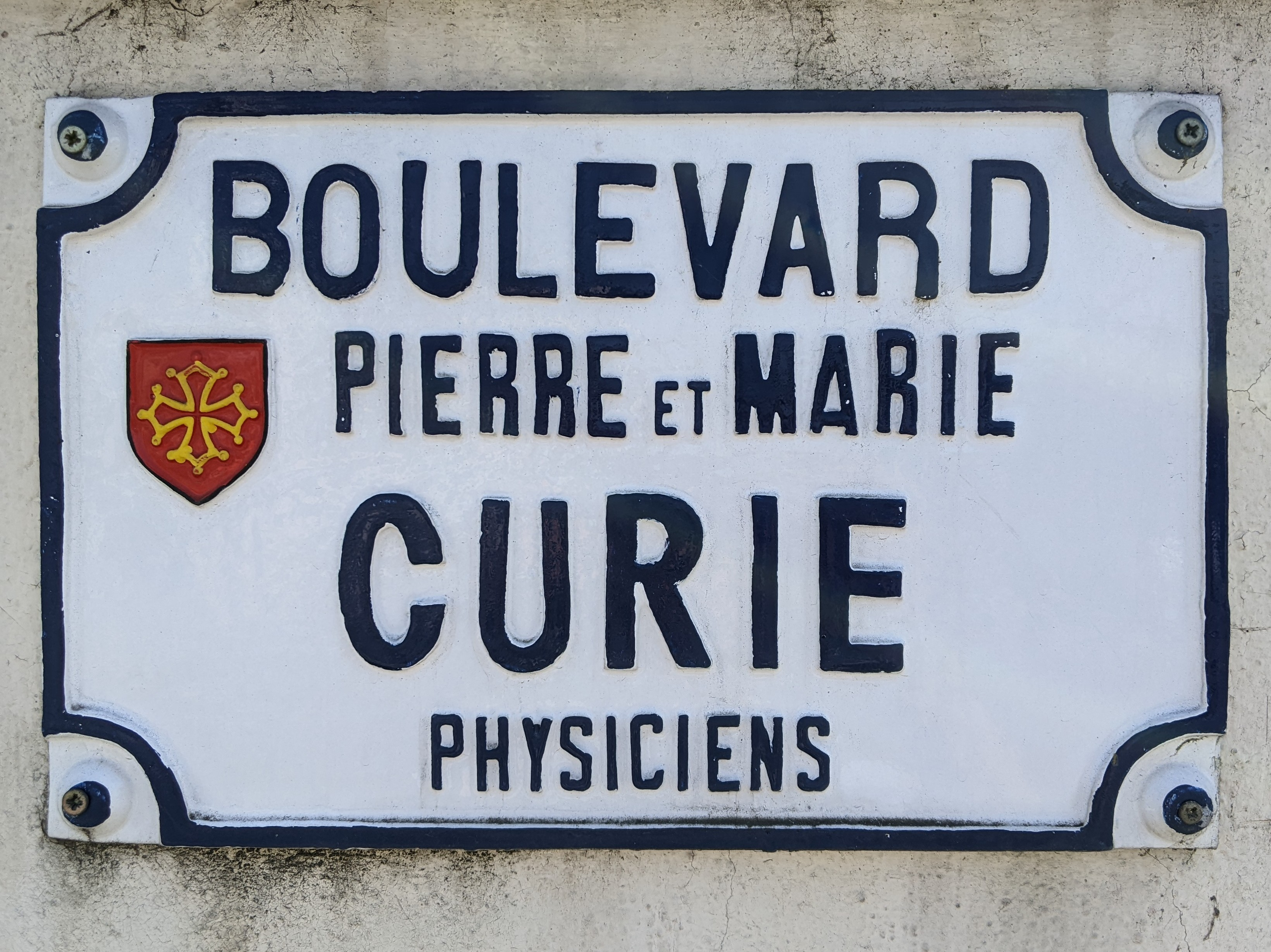
Plaque de rue en français.

Le boulevard rend hommage aux physiciens Pierre Curie (1859-1906) et Marie Curie (1867-1934). Le premier étudie la physique à la faculté des sciences de Paris. Il enseigne par la suite à l'école de physique et de chimie de la ville de Paris, puis à l'université. La deuxième, d'origine polonaise, née Maria Skłodowska, étudie également à la faculté des sciences de Paris. Ils se marient en 1895 et travaillent ensemble sur les radiations et la radioactivité. En 1903, ils reçoivent ensemble, et avec Henri Becquerel, le prix Nobel de physique. Après la mort de Pierre Curie, Marie poursuit ses travaux, mais aussi une carrière de professeure à l'université, reçoit le prix Nobel de chimie en 1911. Elle s'intéresse également aux applications de ses découvertes, avec la création en 1914 de l'Institut du radium, consacré à la recherche de la radiothérapie, puis avec la promotion d'ambulances radiologiques, les « petites Curies », pour venir en aide aux soldats blessés sur les champs de bataille de la Première Guerre mondiale. Elle meurt d'une anémie aplasique due à une leucémie provoquée par sa trop longue exposition aux éléments radioactifs.
C'est en 1939 que le conseil municipal d'Antoine Ellen-Prévot décide de donner le nom de Pierre Curie à l'ancien chemin de ronde de Launaguet, trente-trois après la mort de Pierre Curie, cinq ans après celle de Marie Curie, quatre ans après le prix Nobel obtenu par Frédéric Joliot et son épouse, Irène Joliot-Curie, la fille de Pierre et de Marie. C'est le seul nom de Pierre qui est accordé par la municipalité au boulevard. Il faut attendre le début du XXIe siècle pour que celui de Marie lui soit ajouté.

## Patrimoine et lieux d'intérêt

### Immeubles et maisons
- no  1 : maison (1934)[3].
- no  83 : maison[4].

- no  113 : immeuble. 
L'immeuble, construit en 1938 par l'architecte Jean-Louis Gilet dans le style Art déco « paquebot », est en béton enduit. Il s'élève au carrefour de l'avenue Frédéric-Estèbe. L'angle de l'immeuble, mis en valeur par l'arrondi de la façade, est ouvert par une large ouverture de boutique rectangulaire, encadrée de deux ouvertures plus étroites, également rectangulaires. Le 1er étage, éclairé par une fenêtre triple, est souligné par un balcon. L'élévation est surmontée par une large corniche[5].